# Wegweisersäule

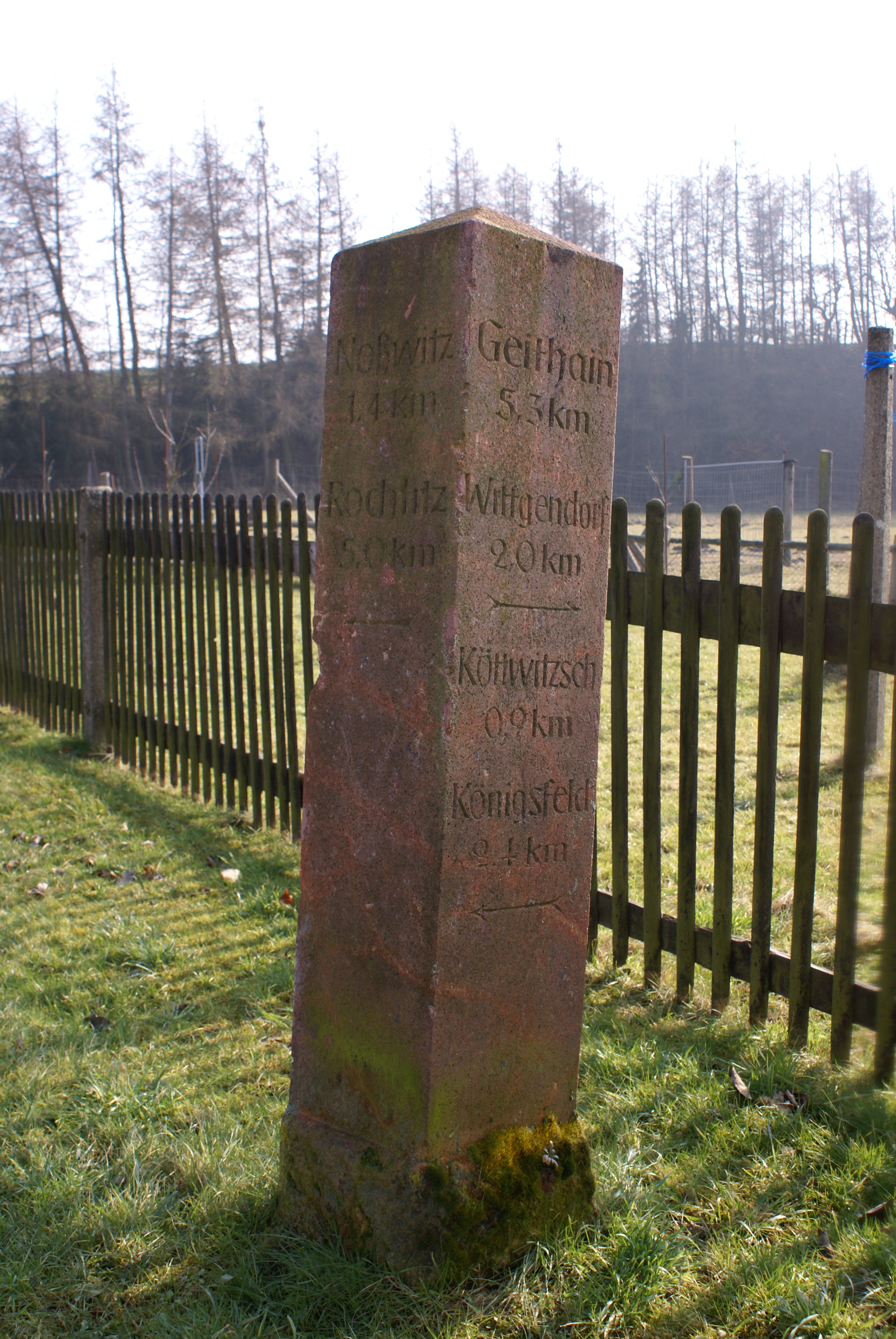
Wegweisersäule aus Rochlitzer Porphyr in Stollsdorf bei Rochlitz

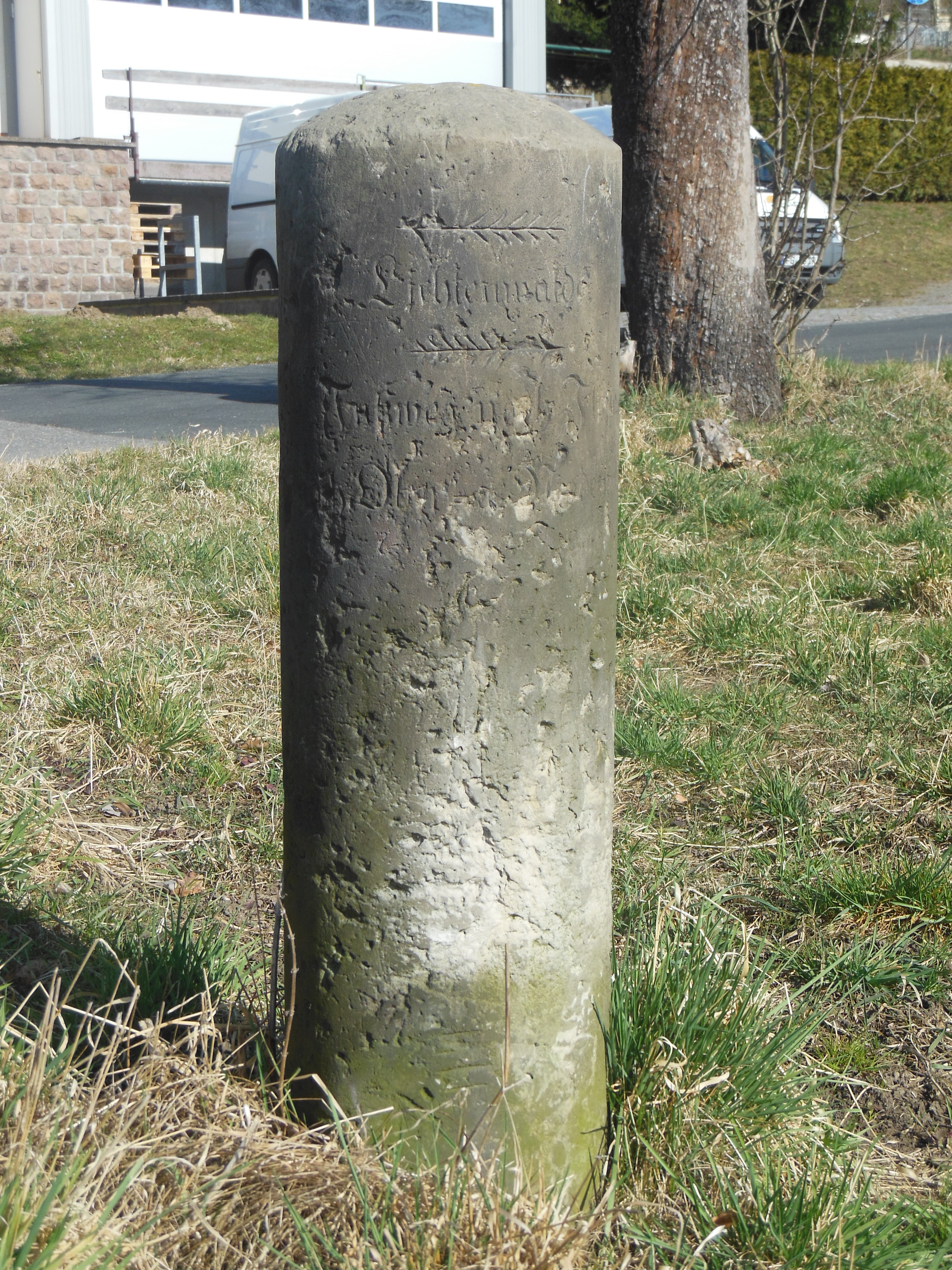
Wegweiserrundsäule aus Sandstein in Braunsdorf bei Chemnitz

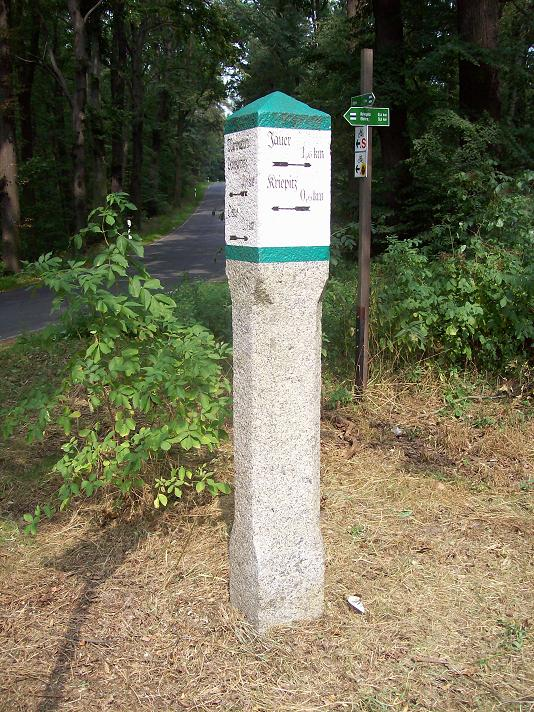
Wegweisersäule aus Granit bei Elstra in der Oberlausitz

Eine Wegweisersäule, auch Wegsäule oder Wegesäule genannt, ist eine historische Form des Wegweisers. Diese Säulen waren aus Stein gefertigt und zeigten dem Reisenden über Jahrzehnte den Weg. Wegweisersäulen sind als Kleindenkmale einzustufen und oftmals bereits in die jeweiligen Denkmalschutzlisten aufgenommen.
Wegweisersäulen sind oftmals kleiner als andere steinerne Wegmarken oder auch allein von ihrer Form her von diesen zu unterscheiden. Sie stehen als historische Wegzeugen in einer Reihe mit Postmeilensäulen, Post- oder Chaussee-Meilensteinen, Chaussee- oder Straßenwärtersteinen, Flur- bzw. Gemarkungssäulen, Ortstafeln oder -steinen sowie Grenzsteinen.

## Sachsen
Neben den staatlich angeordneten postalischen Säulen etablierten sich später kommunale Wegweiser. Nach der Verordnung der Sächsischen Landesregierung, die Errichtung von Wegweisern und Ortstafeln betreffend, vom 29. Januar 1820, welche bis 1934 gültig war, wurden fortan Wegweisersäulen durch die Kommunen zuerst in Holz (wie die bereits bekannten Armsäulen) und später in Stein errichtet. Ferner werden auch Verordnungen vom 28. Februar 1820 und vom 29. August 1820 genannt.
In Sachsen waren/sind viereckige Formen sehr verbreitet, Rundsäulen oder auch umfunktionierte andere Säulen sind in der Minderzahl.
Die Wegweiserrundsäulen werden von der Forschungsgruppe Kursächsische Postmeilensäulen e. V. als Übergangsform zwischen den hölzernen Armsäulen und den kommunalen Wegweisersäulen beziehungsweise von den Kursächsischen Postmeilensäulen zu den Königlich-Sächsischen Meilensteinen angesehen, welche „nur sehr selten auftreten“. 
Entfernungsangaben waren häufig in den 1721–1840 amtlichen Wegstunden (1 Stunde/St. = 4,531 km) angegeben; ab etwa 1900 sodann in Kilometern (km). Selten waren beide Angaben auf der Säule zu finden. Auch Säulen ohne Entfernungsangaben sind bekannt. Vereinzelt wurde auch der Ortsname des Standortes, beispielsweise mit der Bezeichnung „Commun“ für Kommune, und die Jahreszahl der Errichtung/Anfertigung angegeben. Das Material war in der Regel heimischer Sandstein, Granit oder Porphyr in regionaltypischer Gestaltungsform.
1840 erfolgte durch die Posttaxordnung die Anpassung der Längeneinheiten auf die „Kleine Meile“. Die Meile wurde somit von 9,062 Kilometer auf 7,5 Kilometer verkürzt, sodass die z. T. noch vorhandenen Kursächsischen Postmeilensäulen nicht mehr nutzbar waren und zusehends verfielen.  Die Wegweisersäulen besaßen hingegen nicht zwangsläufig auch Entfernungsangaben, waren also weiterhin nutzbar. Im Laufe der Jahrzehnte wurden durch Straßenum- und -ausbau oder gar -verlegung diese steinernen Zeugen nicht mehr benötigt, beschädigt oder entfernt. Auch wurden sie durch neue und verbesserte Wegweiser ersetzt.